# William Tennant
William George Tennant (Upton-upon-Severn, 2 januari 1890 – 26 juli 1963) was een Brits marineofficier. Hij is geprezen voor zijn rol in het slagen van de evacuatie van Duinkerke in 1940. Vervolgens diende hij als kapitein van de HMS Repulse en nam deel aan de zoektocht naar de grote Duitse schepen in de Atlantische Oceaan. Hij bleef in deze hoedanigheid tot de Repulse tot zinken werd gebracht samen met de HMS Prince of Wales in de Zuid-Chinese Zee op 10 december 1941, drie dagen na de aanval op Pearl Harbor. Later hielp hij bij de bouw van de Mulberryhavens en de Plutopijpleidingen, een cruciaal deel van het succes van Operatie Overlord.

## Biografie
Tennant studeerde aan de Castle Grammar School tot hij in 1905 op vijftienjarige leeftijd bij de Royal Navy ging aan boord van de HMS Britannia en specialiseerde in 1913 in navigatie. Tijdens de Eerste Wereldoorlog nam hij deel aan de Slag om Gallipoli en overleefde toen zijn schip zonk tijdens de Zeeslag bij Jutland in 1916. Na de oorlog nam hij dienst op de HMS Renown en had later het bevel van de HMS Repulse tijdens de reizen van de toekomstige koning Eduard VIII in de jaren 20. Tegen 1932 had Tennant de rang van kapitein.

## Tweede Wereldoorlog

### Operatie Dynamo
Op 26 mei 1940 werd kapitein Tennant aan boord van de Torpedobootjager HMS Wolfhound naar Duinkerke gezonden om te helpen met de evacuatie van meer dan 300 000 Britse en Franse troepen die gestrand waren nadat Frankrijk in handen was gevallen van de nazi's. De taak van Tennant bestond er in om de moedeloze mannen te organiseren en ze op de boten te zetten die op hun wachtten om ze naar Engeland over te brengen. Tennant bleef zelf tot de laatste boot op 2 juni, hij patrouilleerde de stranden met een megafoon op zoek naar Britse troepen.
Tennant werd gelauwerd voor zijn inzet in Duinkerke en werd verheven tot Lid van de Orde van het Bad op 7 juni 1940. De matrozen onder zijn bevel gaven hem de bijnaam "Dunkirk Joe".

### Kapitein van deRepulse
Op 28 juni werd Tennant kapitein van de Slagkruiser Repulse, waar hij deelnam in gevechten tegen de Duitse slagschepen Scharnhorst en Gneisenau en later op de jacht op de Bismarck.

### Verlies van deRepulse
Tennant en de Repulse voegde zich bij admiraal Tom Philips' Force Z en werd naar Singapore gezonden om te strijden tegen de Japanse agressor in december 1941. Op 8 december, de dag na Pearl Harbor, werd Singapore aangevallen door Japanse luchteenheden, en Force Z vertrok naar Maleisië voor een aanval op een Japans konvooi, een operatie die kort na de aanval werd geannuleerd. Bij de terugkeer in Singapore kregen ze bericht van een Japanse landing in Maleisië, zo ging Force Z zonder luchtondersteuning naar Maleisië voor de tegenaanval.
Op 10 december vielen de Japanners Force Z aan. Tennant wist kundig negentien torpedo's te ontwijken die via Japanse vliegtuigen gedropt werden. De Repulse bezweek uiteindelijk tijdens een de aanval en vijf torpedo's moest incasseren. Ze zonk binnen de 20 minuten en nam een groot deel van de bemanning mee naar haar laatste rustplaats. De overlevenden, waaronder kapitein Tennant, werden door HMAS Vampire, een van de torpedobootjagers van Force Z gered.

### Normandië

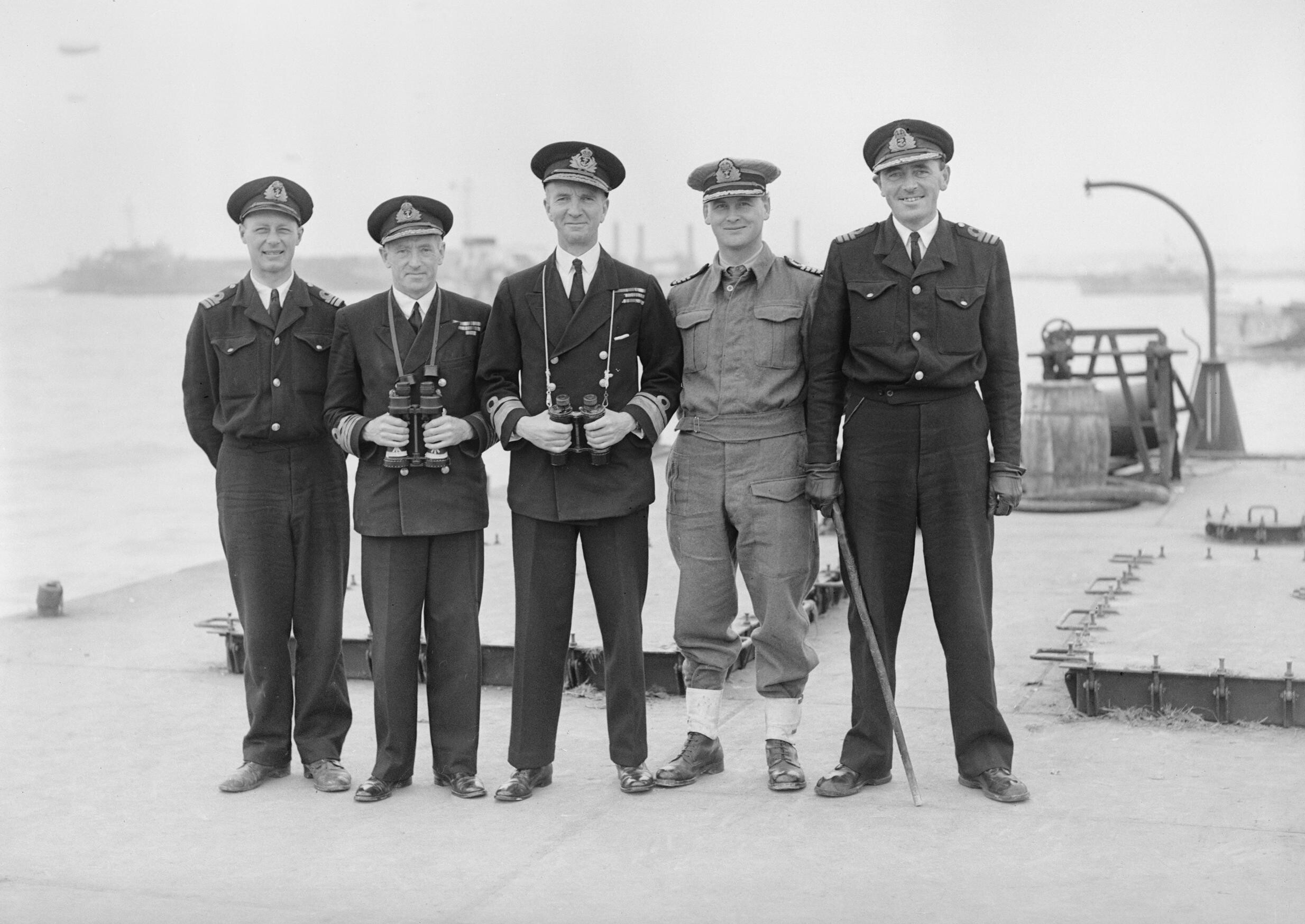
Rear Admiral Tennant (midden) met zijn officieren op Mulberry B, Arromanches, July 1944

In Juni 1944 werd Tennant, die nu een admiraal was, verantwoordelijk voor het zeetransport, assembleren en opzetten van de twee Mulberryhavens, die havenfaciliteiten boden voor de opkomende landing in Normandië. In augustus had hij de supervisie over het plaatsen van de Plutopijpleidingen tussen Frankrijk en Engeland, die voor de brandstofvoorziening moesten zorgen. Voor zijn verdienste in het welslagen van de invasie van Normandië, werd hij verheven tot Commandeur in de Orde van het Britse Rijk door Koning Eduard VIII en kreeg hij van de Verenigde Staten, het Legioen van Verdienste.

## Naoorlogse dienst
In 1945 werd Tennant bevorderd tot Ridder Commandeur van de Orde van het Bad voor zijn verdienste tijdens de oorlog, en werd na de oorlog commandant van de America and West Indies Station tot aan zijn pensioen als admiraal in 1949. In 1950 werd hij Lord Lieutenant of Worcestershire en diende tot aan zijn dood in de Worcester Royal Infirmary in 1963.

## Eretitels

### Verenigd Koninkrijk
| Eer                                       | Afkorting/titel | Toegekend op     |
| ----------------------------------------- | --------------- | ---------------- |
| Lid in de Koninklijke Orde van Victoria   | MVO             | 16 oktober 1925  |
| Lid in de Orde van het Bad                | CB              | 7 juni 1940      |
| Commandeur in de Orde van het Britse Rijk | CBE             | 28 november 1944 |
| Ridder Commandeur in de Orde van het Bad  | KCB             | 18 december 1945 |

### Medailles van andere landen
| Onderscheiding                           | Land        |
| ---------------------------------------- | ----------- |
| Oorlogskruis 1939-1945                   | Frankrijk   |
| Officier in het Legioen van Eer          | Frankrijk   |
| Grootkruis in de Orde van George I       | Griekenland |
| Commandeur in het Legioen van Verdienste | VS          |